# 鈴木親長
鈴木 親長（すずき ちかなが、1830年 - 1903年8月）は、日本における初期のプロテスタント信者。晩成社の鈴木銃太郎の父。

## 生涯
信濃国上田藩勘定奉行の松村親賢の三男に生まれ、嘉永4年（1851年）、同藩士の娘・鈴木直と結婚して鈴木家の婿になった。藩校明倫堂や武学校の指南役になったが、明治維新後の秩禄処分で失職した。明治5年（1872年）に一家で上京し、官吏として学校係に就任したときに、購入した書籍の中から旧約・新約聖書を見つけて読み出した。
旧藩主松平忠礼の弟松平忠厚が築地の長老派教会に通っていることを知り、息子の銃太郎と一緒に教会に通うようになり、ディビッド・タムソンの講義を聴講した。その後、松平忠厚が洗礼を受けたため、鈴木親子も明治7年（1874年）にタムソンから受洗した。
1878年11月麹町の講義所が火災で焼失したため、横浜石川町に移り住んだ。オリバー・マクリーン・グリーン宣教師の日本語教師になり、共立女学校の国漢の講師に就任した。また、日本最初のプロテスタント教会である日本基督公会の執事になった。郷里の上田でも布教活動を行い、旧藩士・稲垣信とともに、明治9年（1876年）設立の上田基督公会の基礎を据えた。明治13年（1880年）埼玉県和戸教会に牧師として赴任。
息子の銃太郎、娘のカネ、カネの夫渡辺勝、依田勉三が晩成社を設立して北海道開拓に渡る際に同行し、7年間十勝で開拓に従事した後、妻の直と一緒に横浜に帰り、『十勝国移住案内』を表して北海道移住を奨励した。
1896年頃から仏教書を読み始めて仏教に傾倒し始めるようになった。1897年に雲照律師から受戒を受けて、十善会に入会し仏門に入った。1903年に死去する。